# Vakaro žinios
Vakaro žinios ist mit 488.500 Exemplaren (pro Woche) nach Auflage die größte Tageszeitung in Litauen, herausgegeben von UAB "Vakaro Žinios, Naujasis Aitvaras Laikraštis"  (UAB „Respublikos leidinių grupė“) in Vilnius. Samstags erscheint die Boulevard-Zeitung mit Beilagen „Geras“ und „TV publika“.

## Leitung
- Direktor: Romas Bubnelis
- Chefredaktor: Alfredas Zdramys
- Stellv. Chefredaktorin: Jūratė Kiliulienė